# Resposta a l'ensurt
|  | Espant, ensurt, esglai i sobresalt redirigeixen aquí |

En animals, inclosos els humans, la resposta a l'ensurt o resposta a l'espant (o a l'esglai o a un sobresalt) és una resposta defensiva en gran part inconscient a estímuls sobtats o amenaçadors, com ara sorolls sobtats o moviments bruscos, i s'associa amb afecte negatiu. Normalment, l'inici de la resposta de sobresalt és una reacció reflexa de sobresalt. El reflex de l'ensurt o reflex de sobresalt és una reacció produïda en el tronc cerebral que serveix per protegir les parts vulnerables, com ara la part posterior del coll (saltant) i els ulls (parpellejant) i facilita la fugida de l'estímul sobtat. Es troba en moltes espècies diferents, en totes les etapes de la vida. Es poden produir diverses respostes en funció de l'estat emocional de l'individu afectat, la postura corporal, la preparació per a l'execució d'una tasca motriu, o altres activitats. La resposta a l'espant està implicada en la formació d'algunes fòbies específiques.